# Eru Ilúvatar
(J. R. R. Tolkien, Il Silmarillion: Ainulindalë.)
Eru Ilúvatar è il nome che, nella sua mitologia, J. R. R. Tolkien dà a colui che può essere definito l'Essere Supremo, il creatore di tutte le cose, in particolare degli Ainur e dell'universo (Eä, di cui Arda è una parte), sebbene pure gli Ainur abbiano una loro parte nella creazione. Eru nel linguaggio immaginario Quenya inventato da Tolkien, sta per Colui che sta Solo, mentre Ilúvatar, sempre nella finzione, è un appellativo che gli viene dato dagli abitanti di Arda e che sta per Padre di Tutto (probabile è il collegamento con Alföðr, epiteto di Odino nella mitologia norrena). Eru riveste un ruolo importante nelle storie narrate ne Il Silmarillion ma non è menzionato per nome nei romanzi più famosi di Tolkien, Lo Hobbit e Il Signore degli Anelli; in quest'ultimo lo si ritrova solo nella parte dell'Appendice A dove si parla della caduta di Númenor, dove viene indicato come l'Uno.
(J. R. R. Tolkien, The Book of the Lost Tales - Part I [Racconti ritrovati, Bompiani, 2002].)
La figura di Eru si rifà ai tratti del Dio cristiano: onnipotente, onnisciente e incommensurabilmente saggio. Secondo questa stessa concezione Eru quasi mai interviene in modo diretto e visibile nelle vicende del mondo: in esso Bene e Male coesisteranno fino alla fine di Arda. Tutto ciò può essere ricondotto al concetto di libero arbitrio, il cui rispetto (sia dal punto di vista dei singoli abitanti di Arda, sia dal punto di vista delle forze che agiscono nel mondo) richiede agli stessi Valar di porsi al di fuori delle vicende della Terra di Mezzo.
Ilúvatar interviene direttamente solo nella sua adozione dei Nani e, su richiesta dei Valar, all'atto dello sprofondamento di Númenor, eseguito da lui e lui soltanto insieme alla creazione della Strada Diritta e alla trasformazione di Arda da piatta a sferica. Inoltre crea e risveglia gli Elfi e gli Uomini. In Morgoth's Ring, scritto postumo parte della History of Middle-earth, Tolkien racconta di altri interventi diretti di Eru, ad esempio nell'istruire i primi Uomini attraverso la sua voce diretta.

## Eru come dio creatore
Sebbene Eru sia il creatore di tutti gli altri enti, che hanno ricevuto da lui la propria esistenza concreta tramite la Fiamma Imperitura, ha demandato la, si potrebbe dire, "pianificazione" della sua creazione e l'aggiunta di dettagli agli Ainur: costoro hanno immaginato il mondo, e alle loro visioni Eru ha successivamente dato vita propria (si veda Ainulindalë). Questo paradigma fa eccezione con i cosiddetti Figli di Ilúvatar (Eruhini), gli Elfi e gli Uomini, che sono invece stati interamente pensati e creati da Ilúvatar, senza mediazioni di alcun genere da parte degli Ainur. La partecipazione diretta dei Valar e in particolare la corruzione apportata da Melkor alla creazione, avvicinano la figura di Eru a quella del Dio della concezione gnostico-cristiana (conosciuto anch'egli come l'Uno e il Padre Celeste), con Melkor nel ruolo del demiurgo (tuttavia con potere minore e suo malgrado sotto il controllo dello stesso Ilúvatar, a differenza del demiurgo gnostico) e i Valar come gli eoni.
(J.R.R. Tolkien, Il Silmarillion, Ainulindale, traduzione di Francesco Saba Sardi)
I Nani sono citati all'interno delle opere di Tolkien (Il Silmarillion) come un caso di "adozione" da parte di Eru: creati da Aulë all'interno di Eä, Eru lì accettò e donò loro la facoltà di pensare liberamente dal volere e dal pensiero di Aulë, a cui altrimenti la loro esistenza sarebbe stata completamente incatenata.
Le Aquile e gli Ent fanno parte delle creazioni previste da Manwë e Yavanna nell'Ainulindalë. Tolkien non ha specificato per bene qual è stato il ruolo di Eru nella creazione degli altri animali parlanti come è il caso di Huan, ma è presumibile che anch'essi siano apparsi nell'Ainulindalë.

## Tolkien su Eru
Tolkien sapeva che Eru non era una "divinità fantastica" ma era soltanto un modo per rappresentare Dio, con un nome di una lingua inventata, anche se in un contesto mitologico o fantastico. In una bozza di una lettera del 1954 a Peter Hastings, direttore della Newman Bookshop (una libreria cattolica di Oxford), Tolkien difese gli aspetti non ortodossi all'interno della sua mitologia, come un'esplorazione dell'infinito "potenziale di varietà" di Dio. Hasting scrisse:
La risposta di Tolkien contiene una spiegazione della sua opinione circa la relazione tra la Creazione (divina) e la sub-creazione (umana):
Hastings aveva anche criticato la descrizione di Tom Bombadil di Baccador: "Lui è", dicendo che sembrava implicare che Bombadil fosse Dio.
Tolkien così rispose:
Eru, benché guidi i destini di Arda, non entra in essa, anche se nell'opera Athrabeth Finrod ah Andreth, edita in Morgoth's Ring da Christopher Tolkien, si narra che prima della Dagor Dagorath, come è stato rivelato solo ad alcuni Uomini (gli Elfi ne sono invece all'oscuro), Eru stesso entrerà in Arda e causerà la distruzione totale del male di Melkor, prima che questi sia distrutto per sempre dai Valar e Arda guarita dalle ferite. Andreth dice a Finrod Felagund che questa profezia era nota come Antica Speranza. Si tratta con tutta probabilità di un'allusione fatta da Tolkien all'incarnazione di Cristo, forse prefigurata anche nelle caratteristiche salvifiche di alcuni personaggi, tra cui appunto lo stesso Bombadil, il quale è talvolta visto anche come l'incarnazione dello spirito di Arda ovvero della Fiamma Imperitura infusa da Ilúvatar prima dell'avvento degli Ainur.

## Ispirazione e sviluppo
Il titolo il Padre di Tutto fa pensare che sia preso in prestito dal dio Odino della mitologia norrena, benché anche il Nuovo Testamento si riferisca a Dio come l'unico Dio e Padre di tutto. Tolkien, da cattolico e studente della mitologia del nord Europa, fu probabilmente influenzato da entrambe le fonti. Siccome Tolkien fu educato intensamente riguardo alla mitologia finnica, non sorprenderebbe se il nome Ilúvatar fosse derivato da Ilmatar, uno dei primi spiriti della creazione.
Bisogna notare che nelle versioni più antiche della storia della Terra di Mezzo il nome Ilúvatar significava "Padre del cielo", ma questa etimologia venne abbandonata in favore del nuovo significato in revisioni successive. Ilúvatar è anche l'unico nome di Dio usato nelle prime versioni - Eru infatti appare per la prima volta negli Annali di Aman, pubblicati nel volume X di The History of Middle-earth, intitolato Morgoth's Ring, inedito in Italia.